# Ie Naki Ko Remi (anime)
Ie Naki Ko Remi (家なき子レミ lit. Remy, la niña sin hogar?) es una serie de anime basada en la novela Sans famille de Hector Malot como parte del contenedor infantil World Masterpiece Theater. Para este contenedor, Nippon Animation había producido una gran variedad de series de animación basadas en diferentes obras literarias infantiles; entre las que destacan Marco, Ana de las Tejas Verdes, Mujercitas y Perrine Monogatari, esta última también basada en una novela de Hector Malot, En Familia.

## Argumento
Remy vive una vida feliz y con pocas complicaciones en una pequeña aldea de Francia. Cuando cumple diez años, su padre, que se había ido en busca de trabajo años antes, regresa herido ese mismo día y enfurecido a causa de su dolor le revela a Remy toda la verdad sobre su pasado. Quienes ella creía su madre, su padre y su hermana Nana, no son en realidad su familia, sino que había sido recogida por estos después de que su verdadera familia la hubiese abandonado. Su "padre" decide que necesitan dinero para mantener a la familia y que de ninguna manera Remy puede quedarse con ellos, por eso decide venderla a un traficante de niños a cambio de 25 francos. Afortunadamente, antes de caer en las horribles y peligrosas manos del traficante, Remy es recogida por un domador de perros vagabundo llamado Vitaris. Junto a él, sus tres perros y un mono, Remy emprende un largo viaje a través de muchos sitios hasta el día en que se encuentra de nuevo sola tras la muerte de su bondadoso nuevo amo. Entonces, Remy sale en busca de su verdadera madre, con quien pueda de nuevo por fin ser parte de una familia.

## Listado de episodios
1. Un triste cumpleaños
2. Remy se tiene que ir
3. La compañía teatral Vitaris
4. Las cartas del señor Coral
5. El milagro de la imagen de María
6. El espejismo de una madre
7. Otra familia más
8. Adiós a nuestro hogar
9. Encuentro predestinado
10. Arthur está solo
11. Una nueva jornada
12. El peligroso paso entre las montañas
13. Despedida en la nieve
14. El viaje solitario
15. Nuevos amigos
16. Una gatita en la lluvia
17. El laberinto
18. Madre e hija
19. La familia nómada
20. Mi mejor amiga
21. El violín
22. El regreso a la mina
23. Nuestros deseos
24. El amor desgarrado
25. Huyamos
26. Mamá

## Tema de apertura
"Ai ni Tsuite" por Masashi Sada

## Tema de cierre
"Shiawase no Yokan" por Youca